# Sergio Gómez
Sergio Gómez Martín (ur. 4 września 2000 w Badalonie) – hiszpański piłkarz występujący na pozycji pomocnika w hiszpańskim klubie Real Sociedad. Były młodzieżowy reprezentant Hiszpanii. Wychowanek Barcelony.

## Kariera klubowa
Gómez juniorskie lata swojej kariery spędził w takich klubach, jak CF Trajana PB Sant Just, CF Badalona oraz RCD Espanyol, aż wreszcie w 2010 roku dołączył do młodzieżowej drużyny FC Barcelony. Przez kolejne osiem lat przechodził przez kolejne szczeble szkolenia i 6 stycznia 2018 roku zadebiutował w barwach FC Barcelony B zmieniając Abela Ruiza w 85. minucie zremisowane 1:1 meczu z Realem Saragossa.
30 stycznia 2018 Gómez podpisał kontrakt z niemieckim klubem Borussia Dortmund, gdzie początkowo włączono do zespołu do lat 19, by przesunąć go do pierwszej drużyny w lipcu 2019 roku. Mimo to 8 kwietnia 2018 roku zadebiutował w barwach pierwszego zespołu, zastępując Marco Reusa w 87. minucie wygranego 3:0 ligowego spotkania z VfB Stuttgart.

## Statystyki kariery
(aktualne na dzień 21 maja 2019)
| Klub               | Sezon              | Liga               | Liga  | Liga   | Puchar kraju | Puchar kraju | Europa | Europa | Suma  | Suma   |
| Klub               | Sezon              | Liga               | Mecze | Bramki | Mecze        | Bramki       | Mecze  | Bramki | Mecze | Bramki |
| ------------------ | ------------------ | ------------------ | ----- | ------ | ------------ | ------------ | ------ | ------ | ----- | ------ |
| FC Barcelona B     | 2017/18            | Segunda División   | 2     | 0      | –            | –            | –      | –      | 2     | 0      |
| Borussia Dortmund  | 2017/18            | Bundesliga         | 2     | 0      | 0            | 0            | 0      | 0      | 2     | 0      |
| Borussia Dortmund  | 2018/19            | Bundesliga         | 0     | 0      | 0            | 0            | 1      | 0      | 1     | 0      |
| Huesca             | 2018/19            | Primera División   |       |        |              |              |        |        |       |        |
| Huesca             | 2019/20            | Segunda División   |       |        |              |              |        |        |       |        |
| Huesca             | 2020/21            | Primera División   |       |        |              |              |        |        |       |        |
| Anderlecht         | 2021/22            | Eerste klasse A    |       |        |              |              |        |        |       |        |
| Manchester City    | 2022/23            | Premier League     |       |        |              |              |        |        |       |        |
| Ogólnie w karierze | Ogólnie w karierze | Ogólnie w karierze | 4     | 0      | 0            | 0            | 1      | 0      | 5     | 0      |